# Instituto secular

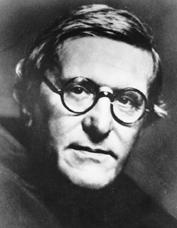
Agostino Gemelli (1878-1959), religioso franciscano, trabajó por el reconocimiento de los Institutos seculares. Junto a Giuseppe Dossetti entregó una memoria histórico-jurídica-canónica sobre dichas asociaciones al papa Pío XII.

Un Instituto secular es un Instituto de vida consagrada en la Iglesia católica, cuyos miembros, sin ser religiosos, profesan los tres consejos evangélicos de castidad, pobreza y obediencia, por un vínculo sagrado, al cual llaman consagración, y en virtud del cual entregan la propia vida al seguimiento de Cristo y al apostolado de la Iglesia, comprometiéndose en la santificación del "mundo", trabajando desde dentro de él.

## Definición

### Etimología
El apelativo seculares subraya que aquellos que profesan este estado de vida consagrada no modifican la condición que tienen en el siglo, es decir: que continúan viviendo y actuando en medio del pueblo de Dios sin salir del propio ambiente social según el modo de vida secular que les es propio. No se puede confundir secular con laico, existen también clérigos seculares (como los sacerdotes diocesanos) que viven insertos en la sociedad, sin separarse de esta. De hecho, muchos institutos seculares son clericales. En contraposición a este término, a los miembros de los institutos religiosos se les llama regulares.

### Definición canónica
El Código de Derecho Canónico y el Catecismo de la Iglesia católica definen un instituto secular como «un instituto de vida consagrada en el cual los fieles, viviendo en el mundo, aspiran a la perfección de la caridad, y se dedican a procurar la santificación del mundo sobre todo desde dentro de él». La palabra mundo es aquí sinónimo de siglo, de donde procede el adjetivo secular.

## Historia

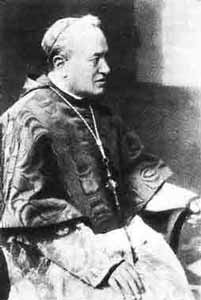
Andrea Carlo Ferrari (1850-1921), fundador de uno de los primeros Institutos seculares aprobados por la Santa Sede, la Compañía de San Pablo.

Los Institutos seculares tienen precedentes históricos desde finales del siglo XVII, sin embargo, por las normativas eclesiásticas de la época, estos derivaron en Sociedades de vida apostólica o Congregaciones religiosas. La obra de María Ward y la de Ángela de Mérici son consideradas por algunos como los primeros intentos de fundación de un instituto secular.
En la segunda mitad del siglo XIX bajo el impulso del proceso de secularización de los países europeos, el ideal renació en algunos fieles que querían consagrarse a Dios pero sin separarse de sus actividades ordinarias. Un primer intento de reconocimiento fue el decreto Ecclesia Catholica, de León XIII, del 11 de octubre de 1889, donde se establecía que podían aprobar como Pías asociaciones los grupos de seculares existentes. Pero se debe precisar que aún no se hablaba de consagración. El Código de Derecho Canónico de 1917 no toca para nada a estos grupos.
Bajo la presidencia de Agostino Gemelli, religioso franciscano, se celebró el Congreso de San Gallo en Suiza, en mayo de 1938, al que intervinieron unos veinte fundadores de sodalicios de consagrados seculares de diversos países. Gemelli con la colaboración del teólogo italiano Giuseppe Dossetti envió al papa Pío XII una memoria histórico-jurídica-canónica sobre esas asociaciones de laicos consagrados. El papa confió la evaluación del tema a la Congregación del Santo Oficio.
Los primeros institutos seculares obtuvieron reconocimiento jurídico y fueron encuadrados entre los estados de vida consagrada aprobados por la Iglesia en el siglo XX, el 2 de febrero de 1947, con la Constitución Apostólica Provida Mater Ecclesia de Pío XII. Entre los primeros institutos aprobados por la Santa Sede se encuentran las Misioneras de la Realeza de Cristo (1948) y la Compañía de San Pablo (1950).
Del 20 al 26 de septiembre de 1970 tuvo lugar en Roma el primer Congreso internacional de los Institutos seculares, en el que participaron los exponentes de unos 92 institutos, que dio como resultado la conformación de la Conferencia mundial de los Institutos seculares (CMIS) y luego de las diversas conferencias nacionales.
El Código de Derecho Canónico promulgado por Juan Pablo II en 1983 en el libro Segundo, que trata sobre el pueblo de Dios, introdujo un título completo sobre los Institutos seculares, a saber: título III que comprende los cánones 710 al 730.

## Organización

### Categorías
Los Institutos seculares pueden ser clericales o laicales, masculinos o femeninos, de derecho pontificio o de derecho diocesano. Son clericales aquellos institutos compuestos principalmente por miembros que reciben el sacramento del Orden, mientras que son laicales aquellos compuestos principalmente por laicos que no pretenden acceder al ministerio sacerdotal. De derecho pontificio los que han sido aprobados por la Santa Sede y de derecho diocesano los que han sido aprobados por un obispo diocesano.

### Características

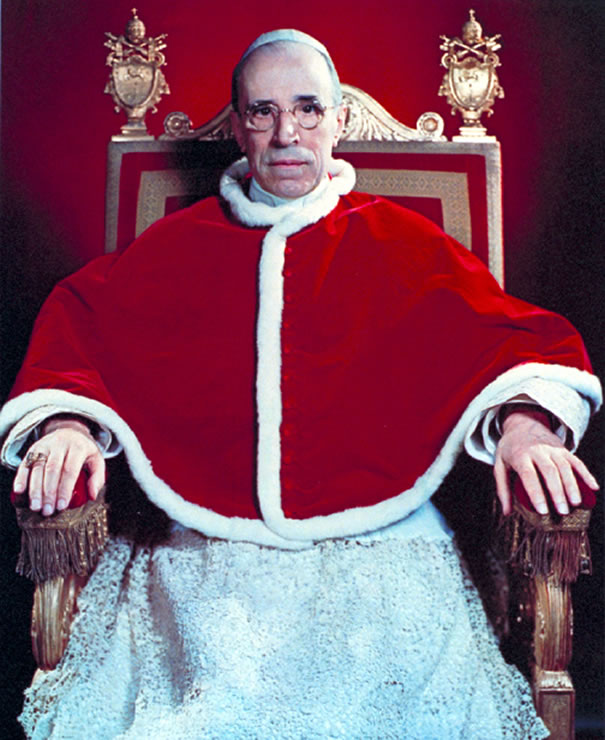
Pío XII por medio de la Constitución apostólica Provida Mater Ecclesia, de 1947, dio el reconocimiento jurídico a los Institutos seculares y los encuadró entre los Institutos de vida consagrada.

Los institutos seculares se distinguen de los religiosos precisamente por su secularidad. Antes del nacimiento de estos, quienes deseaban consagrarse a Dios por medio de los consejos evangélicos, debía abandonar el mundo (el siglo) e ingresar a una Orden o Congregación religiosa. Los miembros del Instituto secular se consagran a Dios sin abandonar el mundo con el fin de lograr su evangelización.
La naturaleza de los institutos seculares permite a sus miembros vivir con sus familiares, en grupos de vida fraterna o solos, de acuerdo a las Constituciones de cada instituto. No se puede olvidar que dichos institutos pueden ser clericales o laicales, pero diverso es el estilo del clérigo al del laico. El apostolado del laico se realiza in saeculo et ex saeculo, «en el siglo y del siglo», es decir completamente en el mundo y como parte del mismo, mientras que el de los clérigos solo se realiza in saeculo, «en el siglo», inserto pero a la vez teniendo cuenta su separación del mundo como sacerdote.
El apostolado de los institutos seculares incluye todo el estilo de vida de los miembros en sus oficios, profesiones o en el servicio a los demás. Los laicos algunas ocasiones, ayudan en actividades parroquiales o diocesanas. Regularmente se reúnen con otros miembros de la asociación local, regional y nacional, para compartir días de recogimiento y retiro, también suelen reunirse para socializar al igual que en conferencias nacionales e internacionales. Hay verdaderos y fuertes lazos de comunión entre los miembros de un instituto.
Los institutos seculares se proponen realizar el modelo de relación entre la Iglesia y el mundo. No se puede dejar de ver la coincidencia entre el carisma de los institutos seculares y la que ha sido una de las líneas más importantes y más claras del concilio Vaticano II: la presencia de la Iglesia en el mundo. Estos institutos, en virtud de su carisma de secularidad consagrada, aparecen como instrumentos para encarnar este espíritu y transmitirlo a toda la Iglesia.

Si permanecen fieles a su propia vocación, los institutos seculares se convertirán en "el laboratorio experimental en el cual la Iglesia verifique las modalidades concretas de sus relaciones con el mundo. (Pablo VI;25-3-76)